# Ewa Ziegler-Brodnicka
Ewa Maria Ziegler-Brodnicka (ur. 17 maja 1931 w Łodzi) – absolwentka filologii polskiej Uniwersytetu Warszawskiego (1955), specjalizacja językoznawstwo.

## Życiorys
Praca zawodowa: tygodnik „Zwierciadło” 1957-1962; Polskie Radio 1963-1981, w latach 1973-1980 red. nacz. Programu III PR; TVP 1982-1983. Od 1986 na emeryturze.
Autorka reportaży radiowych oraz słuchowisk i filmów dokumentalnych, licznych radiowych adaptacji literatury pięknej (C. Fuentes, J. Cortazar i inni) – w tym seriali, m.in.: Tadeusz Nowak „Diabły”, W. Somerset Maugham „Teatr”, Władysław Reymont „Ziemia obiecana”, Wil Lipatow „Lato zielonej gwiazdy”.
W 1960 opublikowała w prasie pierwsze swoje tłumaczenie z języka niemieckiego. Pracując w radiu wielokrotnie tłumaczyła krótkie formy literackie na potrzeby adaptacji. Od 1998 skupiła się na tłumaczeniach książkowych. Razem z mężem, Wojciechem Brodnickim, napisała opowieść dokumentalną (II wojna światowa, partyzantka) „Sprzymierzeni z nocą”, CB, 2008 oraz relacje z podróży „Dagestan znaczy kraina gór”, Nowy Świat, 2011.
Jest członkiem założycielem Stowarzyszenia Tłumaczy Literatury.

## Wybrane przekłady
- Werner Maser, Adolf Hitler. Legenda, mit, rzeczywistość, Bellona 1998.
- Peter Godman, Tajemnice inkwizycji, Bellona 2005.
- Gabriele Praschl-Bichler, Prywatne życie cesarza Franciszka Józefa, Bellona 2006.
- Siegfried Obermeier, Kobiety i muzyka. Dwie miłości Mozarta, Bellona 2006.
- Hermann Schreiber, Georg Schreiber, Tajne związki i stowarzyszenia, Bellona 2007.
- Reinhold Ostler, Niezwykłe tajemnice zaginionych skarbów, Bellona 2009.
- Rolf Hinze, 19 Dywizja Pancerna Wehrmachtu, Bellona 2009.
- Jochen Böhler, Klaus-Michael Mallmann, Jürgen Matthäus, Einsatzgruppen w Polsce, Bellona 2009.
- Stephan Bernhard, Melanie Schönthier, No Limits. Sporty ekstremalne, Bellona 2009.
- Monika i Udo Tworuschka, Religie świata, Bellona 2010.
- Erich Maria Remarque, Na ziemi obiecanej, Bellona 2011.